# 黃吾野
黄吾野（1524年—1590年），名克晦，字孔昭，號吾野。崇武所（今崇武镇）人。
其祖先漳州人，明朝初年迁居崇武。其父通医術。明嘉靖三年（1524年）出生，嘉靖三十九年（1560年）四月，倭寇攻占崇武城，舉家至泉州避难，“十年避乱别江湾”。隆庆三年（1569年），倭患平定後，重返家园，自號吾野山人。